# ديسقورس لوقا شعيا البرطلي
كوركيس زورا شعيا البرطلي هو اسم المطران لوقا الطيب الذكر ولد في برطلة في محافظة نينوى في العراق سنة 1929 وتربى فيها ظهرت بوادر الذكاء وعشق الكنيسة فيه منذ نعومة اظفاره درس الابتدائية واكملها في برطلة وتوجه إلى الدراسة الثانوية في الموصل واتشح بالإسكيم الرهباني سنة 1948 في اكليركية مار افرام في الموصل وكان من المتفوقين جدا فيها وفي عام 1951 حصل على دبلوم المدرسة بتفوق وعين استاذا فيها حتى عام 1953 ثم نقل عمله إلى دير مار متى الناسك حيث اظهر نشاطا لا يجارى وهمة لا تبارى في خدمة الدير واملاكه. 
وفي عام 1955 رقي إلى رتبة الكهنوت.
وفي علم 1962 أمر قداسة المثلث الرحمة مار إغناطيوس يعقوب الثالث البرطلي بتقليده الصليب تقديرا لجهوده المذكورة، وبتعينه استاذا في مدرسة الاكليريكية في زحلة في لبنان . وفي السنة التالية استدعاه قداسته للعمل في دار البطريركية، ثم رشحه لرتبة الاسقفية. فتمت رسامته مطرانا في 1 / 12 / 1963 باسم مار ديوسقورس لوقا. 
حيث عين نائبا بطيريركيا في دمشق ووجهه قداسة البطيريرك ليكون مطران ابرشية الديار المقدسة في أورشليم في فلسطين وذلك سنة 1966 وبقى فيها إلى عام 1980 حتى تولى رئاسة ابرشية مار متى وتوابعها في العام 1980 وساس الابرشية لما يقارب الأربع وعشرين عاما حتى طلب التقاعد وذلك لبلوغه الخامسة والسبعين عاما
وفي 22 / 9 / 2006 وفي تمام الساعة السابعة عصرا وبمستشفى انطونيان في حلب في سوريا انتقل إلى السماء حيث الخدور العلوية.